# San Josecito
San Josecito é uma cidade venezuelana, capital do município de Torbes.